# Oxie härads sparbank
Oxie härads sparbank var en svensk sparbank för Oxie härad med huvudkontor i Malmö.
Banken konstituerades den 28 september 1847 vid tingsstället i Klörup och inledde verksamheten i Malmö.
Oxie härads sparbank var länge en av landets större sparbanker och ofta den största "häradssparbanken". År 1893 var Oxie härads sparbank landets sjunde största sett till behållning.
Banken saknade länge egen lokal. Först 1892 fick den en egen fastighet på Skomakargatan 12a i Malmö. 1916-1918 uppfördes ett för ändamålet byggt huvudkontor på Stortorget 11 i Malmö. Byggnaden ritades av August Ewe och Carl Melin.
1966 uppgick Vellinge sparbank i Oxie härads sparbank. Vid slutet av 1960-talet hade banken utöver huvudkontoret 14 filialkontor i Malmö, 2 i Bunkeflo och ett i Vellinge.
Världens första uttagsautomat med anslutning till en centraldator öppnades hos Oxie härads sparbank på Stortorget i maj 1968. Automaten var utvecklad av Malmöbaserade Metior AB.
1977 gick Oxie härads sparbank ihop med Malmö sparbank Bikupan för att bilda Sparbanken Malmöhus. Verksamheten uppgick sedan i Sparbanken Skåne 1984, Sparbanken Sverige 1992 och Föreningssparbanken 1997.

## Källhänvisningar
1. ↑  Stortorget 11, Malmö, läs online.[källa från Wikidata]
2. ↑  Trelleborgs stads sparbank 1868-1943 : minnesskrift med anledning av sparbankens 75-årsjubileum, Emil Sommarin, 1943, s. 17
3. ↑  Bidrag till Sveriges officiella statistik. Y) Sparbanksstatistik 1. Sparbanker och folkbanker Arkiverad 19 juli 2014 hämtat från the Wayback Machine., Statistiska centralbyråns underdåniga berättelse för år 1893
4. ↑  Andersson, Henrik O.; Bedoire, Fredric (1981). Bankbyggande i Sverige. Stockholm: Liber Förlag. sid. 386-387. Libris 7260267. ISBN 91-38-05745-X
5. ↑  Svenska aktiebolag 1970/71, P.A. Norstedt & Söners förlag
6. ↑  Här låg världens första uppkopplade bankomat, Sydsvenskan, 2 februari 2017
7. ↑  Sparbankerna 1977, Statistiska centralbyrån, 1978